# ستيفان كوفاتش
ستيفان كوفاتش (الرومانية: اللاعب Ștefan Kovács ) (و: 2 أكتوبر 1920 - 12 مايو 1995) لاعب كرة قدم روماني ومدرب، حقق مع نادي أياكس أمستردام نجاحات بارزة في فترة السبعينات من القرن الماضي ولعل أبرزها تحقيقه مع نادي أياكس بطولة كأس أوروبا للأندية البطلة (دوي أبطال أوروبا حاليا) مرتين متتالتي خلال عامي 1972 , 1973 ، كما يعتبر واحدا من أنجح المدربين لكرة القدم في تاريخ اللعبة.

## الإنجازات
- ستيوا بوخارست:
  - دوري الدرجة الأولى الروماني (1): موسم 1967–68
  - كأس رومانيا (2): 1968–69, 1969–70
- أياكس أمستردام:
  - الدوري الهولندي الممتاز (2): 1971–72, 1972–73
  - كأس هولندا (1): 1971–72
  - كأس أوروبا للأندية البطلة (2): 1972 , 1973
  - كأس السوبر الأوروبي (1): 1972
  - كأس الإنتركونتيننتال (1): 1972
- باناثينايكوس:
  - كأس اليونان (1): 1981–82

## روابط خارجية
- ستيفان كوفاتش على موقع قاعدة بيانات كرة القدم.إي يو (الإنجليزية)
- ستيفان كوفاتش على موقع عالم كرة القدم.نت (الإنجليزية)